# Gobuntu
A Gobuntu operációs rendszer egy rövid életű hivatalos Ubuntu változat volt, amely teljesen szabad szoftverekből épült fel.

## Története és fejlesztési szakasza
Mark Shuttleworth 2005. november 24-én tett említést egy ilyen operációs rendszerről, akkor Gnubuntu néven. Richard Stallmann ellenzésére a rendszer neve Ubuntu-libre-re módosult. Richard Stallmann korábban többször is kritizálta az Ubuntu fejlesztőit, mert szoftverükbe több nem szabad kód is bekerült.
A Gobuntut hivatalosan 2007. július 10-én jelentették be és pár nap múlva már megjelentek az első tesztváltozatok. Az első stabil verzió (7.10) 2007. október 18-án jelent meg, de csak szöveges telepítővel rendelkezett. Az első teljes változat a Hardy Heron, de a grafikus változattal 2008. április 26-án nem jelent meg a tükörszervereken a disztribúció. Ennek valószínűleg az az oka, hogy a Gobuntu fejlesztői inkább egy másik disztribúción, a gNewSense-n dolgoztak.
A Gobuntut 2009 óta nem fejlesztik.

## Hátrányok
Az illesztőprogramok, firmwarek és különböző bináris hibák miatt a Canonical álláspontja szerint a Gobuntut nem érdemes laptopokon és személyi számítógépeken mint asztali rendszert használni. Ezenkívül a fejlesztő csak tapasztaltabb felhasználóknak ajánlja rendszerüket.

## Korai kritikák
Sokan kritizálták a rendszer 7.10-es változatát, amelyben a Mozilla Firefox és Mozilla Thunderbird is megtalálható, ezáltal nem szabad forrású kód is bekerült a szoftverbe. Ezenkívül pár grafikus elem se egyezett a disztribúció licencével.
A Canonical orvosolta a hibát, a következő stabil változatban, a Hardy Heronban már nem fellelhetők ezek a szoftverek (például a Firefox böngészőt kicserélték a GNOME fejlesztés Epiphanyra ).

## Lásd még
- gNewSense

## Külső hivatkozások
- Hivatalos oldal
- Gobuntu lap az Ubuntu Wikiben